# دانشگاه مرکزی شیلی
دانشگاه مرکزی شیلی (به اسپانیایی: Universidad Central de Chile) یک دانشگاه در شیلی است که در سانتیاگو واقع شده‌است.